# Video Active
Video Active is een gratis toegankelijke site waarmee de Europese televisiegeschiedenis en geschiedenis in beeld gebracht wordt. Het project wordt gefinancierd door het eContentplus programma van de Europese Commissie en heeft een looptijd van 3 jaar (2006-2009). Video Active wordt gemaakt door 14 archieven, 3 universiteiten en 1 softwareontwikkelaar, afkomstig uit verschillende Europese landen. Nederlandse partners zijn, naast het Nederlands Instituut voor Beeld en Geluid, de Universiteit Utrecht en Noterik. 
Dagelijks wordt de site aangevuld met nieuwe items en aan het einde van het project zullen 10.000 items online beschikbaar zijn, variërend van video’s, foto’s tot artikelen. De website presenteert een uitgebreide collectie van televisie programma's en televisie-screenshots uit diverse Europese audiovisuele archieven en geeft toegang tot artikelen en vergelijkende analyses over Europese televisiegeschiedenis. 
Via Video Active kan de ontwikkeling van televisie binnen Europa worden bestudeerd. Tevens biedt dit platform ook de mogelijkheid aan om televisie-uitzendingen over culturele en historische gebeurtenissen binnen één land en op transnationaal niveau te bestuderen. De site is beschikbaar in 10 talen en bevat video’s in meer dan 15 talen. De items zijn onderverdeeld in 34 thema’s uit de Europese geschiedenis. 
De site heeft internationaal veel erkenning gekregen. Zo is het project uit 76 inzendingen door een wereldwijd netwerk van professionals, werkzaam op het gebied van online toepassingen voor musea en cultureel erfgoed, gekozen tot Best of the Web People’s Choice tijdens de prestigieuze internationale conferentie Museums and the Web in Indianapolis.